# TV Centrum (Warszawa)
TV Centrum – polska stacja telewizyjna z siedzibą w Warszawie działająca w latach 2002–2003.

## Historia
TV Centrum była stacją o profilu rozrywkowym, nadawała program 24 godziny na dobę. Stacja zawiesiła nadawanie 23 grudnia 2003 roku z przyczyn finansowych. Od stycznia 2005 roku rozpoczęły się przygotowania do ponownego startu po tym, jak spółka znalazła nowego inwestora. W tym czasie stacja posiadała nadal ważną koncesję na rozprowadzanie programu telewizyjnego.
Stacja była w trakcie zakupu i produkcji programów, jak również sfinalizowała podpisywanie umowy o dystrybucję swego programu przez satelitę Eutelsat HotBird. Spłacała również długi zaciągnięte przez poprzedniego właściciela. W momencie startu kanał byłby niekodowany i bezpłatny. Ofertę nowej telewizji wypełniać miały min. programy sportowe i edukacyjne.
Jednak 10 czerwca 2005 roku Krajowa Rada Radiofonii i Telewizji cofnęła koncesję TV Centrum, powołując się na zapis, iż organ ten ma prawo odebrać koncesję w przypadku, gdy nadawca nie emituje programu przez okres dłuższy niż trzy miesiące. Kontrowersyjnym okazał się fakt, iż koncesja TV Centrum nie została cofnięta przez blisko rok od zawieszenia przez stację działalności, a dopiero po tym jak nowy właściciel poinformował KRRiT o zmianach w strukturze własnościowej spółki i przygotowaniach do wznowienia przez stację emisji.